# Acropora hemprichii
Acropora hemprichii е вид корал от семейство Acroporidae. Възникнали са преди около 0,13 млн. години по времето на периода кватернер. Видът е световно застрашен, със статут Уязвим.

## Разпространение
Разпространен е в Британска индоокеанска територия, Джибути, Египет, Еритрея, Йемен, Израел, Индия, Индонезия, Йордания, Кения, Коморски острови, Мавриций, Мадагаскар, Майот, Малайзия, Малдиви, Мозамбик, Оман, Провинции в КНР, Реюнион, Саудитска Арабия, Сейшели, Сомалия, Судан, Тайван, Танзания, Филипини и Шри Ланка.

## Описание
Популацията им е намаляваща.